# El día que me muera
El día que me muera es una película de Argentina dirigida por Néstor Sánchez Sotelo sobre el guion de Verónica Eibuszyc y Gabriel Patolsky que se estrenó el 8 de agosto de 2019 y que tuvo como actores principales a Betiana Blum y Roberto Carnaghi

## Producción
Una de las locaciones utilizadas en la película fue la quinta “La Aérea”, sita en el barrio Villa Adriana de Cañuelas donde la pareja protagónica filmó algunas escenas en el Boeing 737-200 que se encuentra estacionado en el predio-escuela, dedicado a entrenamiento de azafatas, comisarios de a bordo y pilotos de avión.

## Sinopsis
Dina lleva muchos años sin ver a sus tres hijos que escaparon de su control excesivo y viven en el exterior. Ella no puede superar su aerofobia para ir a visitarlos y junto a sus amigos monta un simulacro de su funeral para obligarlos a venir, pero su plan desencadenará una locura.

## Reparto
Intervinieron en el filme los siguientes intérpretes:
- Betiana Blum	...	Dina
- Roberto Carnaghi	...	Marcos
- Alejandra Flechner	...	Fanny
- María José Gabin	...	Leonor
- Lucas Ferraro	...	Dolores
- Gipsy Bonafina	...	Hilda
- Soledad García	...	Roxy
- Hernán Chiozza	...	Nacho
- Regina Lamm	...	Regina
- Alan Sabbagh	...	David
- Mirta Busnelli	...	Bertha
- Eduardo Cutuli	...	Néstor
- Daniel Valenzuela	...	Policía
- Curly Jiménez	...	Payaso

## Críticas
Pablo O. Scholz en Clarín opinó:

”Se sabe que el grotesco y el absurdo necesitan una pizca de ingenio desde el texto para no caer en lo ridículo. Las sobreactuaciones de Betiana Blum y el resto del elenco, lo que habrá sido una marca desde la dirección, tampoco ayudan... comedia que es grotesca, costumbrista, pero que no da ganas de reír.”